# MEASAT Satellite Systems
MEASAT Satellite Systems Sdn. Bhd. (früher Binariang Satellite Systems) ist ein malaysischer Kommunikationssatellitenbetreiber mit Sitz in Cyberjaya. Es bietet Pay-TV- und andere Kommunikationsdienste im asiatischen Raum an und betreibt dafür eine Reihe von Kommunikationssatelliten, die unter dem Namen Measat gestartet werden.

## Geschichte
Im Jahr 1992 entschloss man sich in Malaysia, die heimische Kommunikationsinfrastruktur auszubauen, wozu die Binariang Sdn. Bhd. einen entsprechenden Auftrag erhielt. Das Projekt lief unter dem Namen Malaysia East Asia Satellite oder kurz MEASAT. Im Mai 1994 schloss Binaring einen Vertrag mit Boeing zum Bau der Satelliten, einer Bodenstation auf Langkawi und der Ausbildung der malaysischen Kontrollmannschaft. Im Januar 1995 wurde Boeing die Option für einen zweiten Satelliten erteilt. Die Bemühungen zeigten im Jahr 1996 Resultate, als die Kommunikationssatelliten MEASAT-1 und MEASAT-2 von Europas Weltraumbahnhof Centre Spatial Guyanais in Kourou gestartet wurden. Sie lieferten eine regionale C-Band- und Ku-Band-Abdeckung in Teilen Südostasiens und waren die Grundlage für die Entwicklung von lokalen Satelliten-TV-Anbietern. Die Satellitentochter von Binariang wurde im Jahr 1998 unabhängig und wurde später in MEASAT Global Bhd Holding bzw. MEASAT Satellite Systems Sdn. Bhd. umbenannt, welche inzwischen weltweit operiert. Die MEASAT-Flotte besteht gegenwärtig aus den Satelliten MEASAT-3a, MEASAT-3, MEASAT-2 und AFRICASAT-1, welche in mehr als 145 Ländern und somit für 80 % der Weltbevölkerung im Asien-Pazifik-Raum, im Mittleren Osten, in Afrika, Europa und Australien zu empfangen ist.

## Satelliten

### MEASAT-1
MEASAT-1 (seit Januar 2008 Africasat-1 oder Afrisat 1) war der erste malaysische Satellit. Es handelt sich um einen spinstabilisierten Satellit auf Basis von Boeings Satellitenbus 376HP. Er wurde am 13. Januar 1996 von einer Ariane-44L H10-3 zusammen mit PAS 3R in eine geostationäre Umlaufbahn auf die Position 91,5° Ost gebracht. Er sendet mit zwölf C-Band-Transpondern mit 12 Watt TWTA und fünf Ku-Band-Transpondern mit 112 Watt Leistung mit einer Bandbreite von 36 bzw. 54 MHz (EIRP: 41,5 dBW bzw. 59 dbW). Als Lebensdauer wurden zwölf Jahre geplant. Die Startmasse des Satelliten beträgt 1450 kg (886 kg im Orbit).

### MEASAT-2
MEASAT-2 (seit Anfang 2010 Africasat-2) ist ein spinstabilisierter Satellit auf Basis von Boeings Satellitenbus 376HP. Er wurde am 13. November 1996 von einer Ariane-44L H10-3 zusammen mit Arabsat 2B in eine geostationäre Umlaufbahn auf die Position 148° Ost gebracht und versorgt den östlichen und südlichen Teil Asiens, Hawaii und Ostaustralien. Er sendet mit sechs C-Band-Transpondern mit 12 Watt TWTA und elf Ku-Band-Transpondern mit 62 Watt (acht Stück) und 95 Watt (die restlichen drei) Leistung mit einer Bandbreite von 72 bzw. 48 MHz (EIRP: 41 dBW bzw. 59 dbW). Die Startmasse des Satelliten betrug 1450 kg (886 kg im Orbit).

### MEASAT-3
MEASAT-3 ist ein dreiachsenstabilisierter Satellit auf Basis von Boeings Satellitenbus 601HP. Er wurde am 11. Dezember 2006 von einer Proton-Rakete in eine geostationäre Umlaufbahn auf die Position 91,5° Ost gebracht und versorgt Asien, Australien, den Mittleren Osten, Osteuropa und den Osten Afrikas. Er sendet mit 24 C-Band-Transpondern mit 65 Watt TWTA und 24 Ku-Band-Transpondern mit 120 Watt Leistung mit einer Bandbreite von jeweils 36 MHz (EIRP: 42 dBW bzw. 59 dbW). Der Satellit verfügt über vier 4 XIPS-13-Xenon-Ionentriebwerke. Die Startmasse des Satelliten betrug 4765 kg (3220 kg im Orbit). Als Lebensdauer sind 15 Jahre geplant. Die Energieversorgung übernehmen Galliumarsenid-Solarzellenflächen mit einer Spannweite von 26,2 m die auch am Ende der Lebensdauer des Satelliten noch 9,8 kW elektrische Leistung zur Verfügung stellen.

### MEASAT-3A
MEASAT-3A ist ein dreiachsenstabilisierter Satellit auf Basis des Orbital-STAR-2-Satellitenbus der Orbital Sciences Corporation. Er wurde am 21. Juni 2009 von einer Zenit-3 SLB in eine geostationäre Umlaufbahn, ebenfalls in die Position 91,5° Ost, gebracht. Der Satellit trennte sich sechs Minuten und 24 Sekunden nach dem Start von der Rakete. Er versorgt Asien, Australien, den Mittleren Osten und den Osten Afrikas. Er sendet mit zwölf C-Band-Transpondern mit 60 Watt TWTA und mit zwölf Ku-Band-Transpondern mit 120 Watt Leistung mit einer Bandbreite von jeweils 36 MHz (EIRP: 42 dBW bzw. 55–59 dbW). Die Übertragung erfolgt über zwei Antennen von jeweils 2,3 Metern Durchmesser (für C- und Ku-Band) und eine am Satellitenkörper angebrachte Antenne mit 1,2 Metern Durchmesser (C-Band). Die Energieversorgung übernehmen zwei Galliumarsenid-Solarzellenflächen, welche bis zu 3,6 kW Leistung für die Nutzlast zur Verfügung stellen. Die Startmasse des Satelliten betrug 2417 kg. Als Lebensdauer sind 15 Jahre geplant.

### MEASAT-3B
Der Satellit MEASAT-3B wurde von EADS Astrium auf Grundlage des Satellitenbuses Eurostar E3000 gebaut. Er hat eine Startmasse von 5800 kg, eine elektrische Leistung von 16 kW und befindet sich ebenfalls auf Position 91,5° Ost. Seine Kapazität im Ku-Band ist um Faktor 20 bis 30 höher als die seiner Vorgänger. Er besitzt 4 Antennen mit einer EIRP von 55–61 dBW die auf die Regionen Malaysia, Indonesien, Indien und Australien ausgerichtet sind. Der Start erfolgte am 11. September 2014 vom Centre Spatial Guyanais, und der Satellit wurde am 16. Oktober an Measat übergeben.

### MEASAT-3C
MEASAT-3C wäre die Bezeichnung für gemietete Ku- und S-Band-Transponder an Bord des australischen Satelliten Jabiru-1 gewesen. Der Start war für 2015 vorgesehen, doch nach der Insolvenz des Betreibers NewSat wurde das Projekt abgesagt.